# Вощинине
Вощи́нине — село в Україні, у Новослобідській сільській громаді Конотопського району Сумської області. До 2017 орган місцевого самоврядування — Новослобідська сільська рада.

## Географія
Село Вощинине знаходиться на березі річки Берюшка, вище за течією примикає село Мачулища, нижче за течією на відстані 1 км розташоване село Руднєве.

## Історія
За даними на 1862 рік у казенному селі Путивльського повіту Курської губернії мешкало 429 осіб (208 чоловіків та 221 жінка), налічувалось 47 дворових господарств, існувала православна церква.
Станом на 1880 рік у колишньому державному селі Берюхівської волості Путивльського повіту Курської губернії, мешкало 415 осіб, налічувалось 45 дворових господарств, існувала православна церква.
Станом на 2001 рік у селі проживало. 63 особи.
12 червня 2020 року, відповідно до розпорядження Кабінету Міністрів України № 723-р «Про визначення адміністративних центрів та затвердження територій територіальних громад Сумської області», село увійшло до складу Новослобідської сільської громади.
19 липня 2020 року, в результаті адміністративно-територіальної реформи та ліквідації Путивльського району, увійшло до складу новоутвореного Конотопського району.
Станом на 2024 рік у селі проживає декілька осіб.